# Los Angeles Raiders 1992
La stagione 1992 dei Los Angeles Raiders è stata la 23ª della franchigia nella National Football League, la 33ª complessiva e la undicesima di tredici a Los Angeles. La squadra vinse due gare in meno dell'anno precedente, terminando con un record di 7-9 e mancando l'accesso ai playoff per la prima volta in tre stagioni.

## Scelte nel Draft 1992
| Scelte dei Raiders nel Draft 1992 |        |                    |       |                   |
| Giro                              | Scelta | Giocatore          | Ruolo | College           |
| 1                                 | 16     | Chester McGlockton | DT    | Clemson           |
| 2                                 | 32     | Greg Skrepenak     | T     | Michigan          |
| 5                                 | 128    | Derrick Hoskins    | DB    | Southern Miss     |
| 6                                 | 156    | Tony Rowell        | C     | Florida           |
| 7                                 | 173    | Curtis Cotton      | DB    | Nebraska          |
| 7                                 | 185    | Kevin Smith        | TE    | UCLA              |
| 10                                | 268    | Alberto White      | DE    | Texas Southern    |
| 12                                | 324    | Tom Roth           | G     | Southern Illinois |

## Calendario
| Stagione regolare |                        |                    |
| Turno             | Avversario             | Risultato          |
| 1                 | at Denver Broncos      | S 17–13            |
| 2                 | at Cincinnati Bengals  | S 24–21            |
| 3                 | Cleveland Browns       | S 28–16            |
| 4                 | at Kansas City Chiefs  | S 27–7             |
| 5                 | New York Giants        | V 13–10            |
| 6                 | Buffalo Bills          | V 20–3             |
| 7                 | at Seattle Seahawks    | V 19–0             |
| 8                 | Dallas Cowboys         | S 28–13            |
| 9                 | Settimana di pausa     | Settimana di pausa |
| 10                | at Philadelphia Eagles | S 31–10            |
| 11                | Seattle Seahawks       | V 20–3             |
| 12                | Denver Broncos         | V 24–0             |
| 13                | at San Diego Chargers  | S 27–3             |
| 14                | Kansas City Chiefs     | V 17–7             |
| 15                | at Miami Dolphins      | S 20–7             |
| 16                | San Diego Chargers     | S 24–19            |
| 17                | at Washington Redskins | V 21–20            |

## Classifiche
| AFC West Division      |    |    |   |      |     |      |     |     |     |
|                        | V  | S  | P | %    | DIV | CONF | PF  | PS  | STR |
| (3) San Diego Chargers | 11 | 5  | 0 | .688 | 5–3 | 9–5  | 335 | 241 | V7  |
| (6) Kansas City Chiefs | 10 | 6  | 0 | .625 | 6–2 | 8–4  | 348 | 282 | V1  |
| Denver Broncos         | 8  | 8  | 0 | .500 | 4–4 | 7–5  | 262 | 329 | S1  |
| Los Angeles Raiders    | 7  | 9  | 0 | .438 | 4–4 | 5–7  | 249 | 281 | V1  |
| Seattle Seahawks       | 2  | 14 | 0 | .125 | 1–7 | 2–10 | 140 | 312 | S4  |